# Kumaragupta I

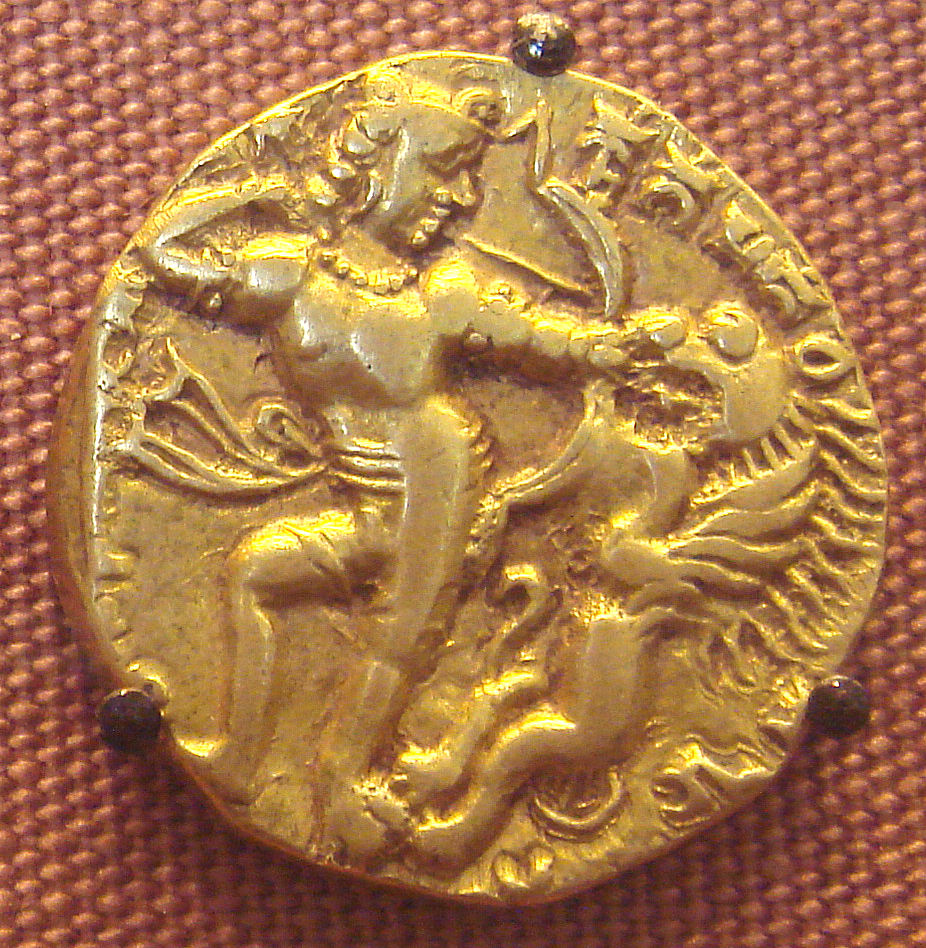
Kumaragupta

Guptakungen Kumaragupta regerade i Indien mellan 415 och 455.
Han efterträdde sin far Chandragupta II (Vikramaditya) och efterträddes sin tur av sonen Skandagupta. Ansedd som en duglig härskare kunde Kumaragupta försvara sitt välde över landet mellan Bengalen och Himalaya.